# Blantyre
Blantyre város Malawi déli részén. Az ország pénzügyi és kereskedelmi központja és egyben legnagyobb városa. Lakosainak száma 745 ezer, elővárosokkal 1,9 millió fő.
A Déli Régió székhelye, amely a Shire-magasföldön fekszik, 1000-1100 méter magasságban.
1956-ban a közeli Limbe is a város része lett.
Blantyre iparának fő ágazatai az élelmiszer-feldolgozás, textilipar és a cementgyártás.

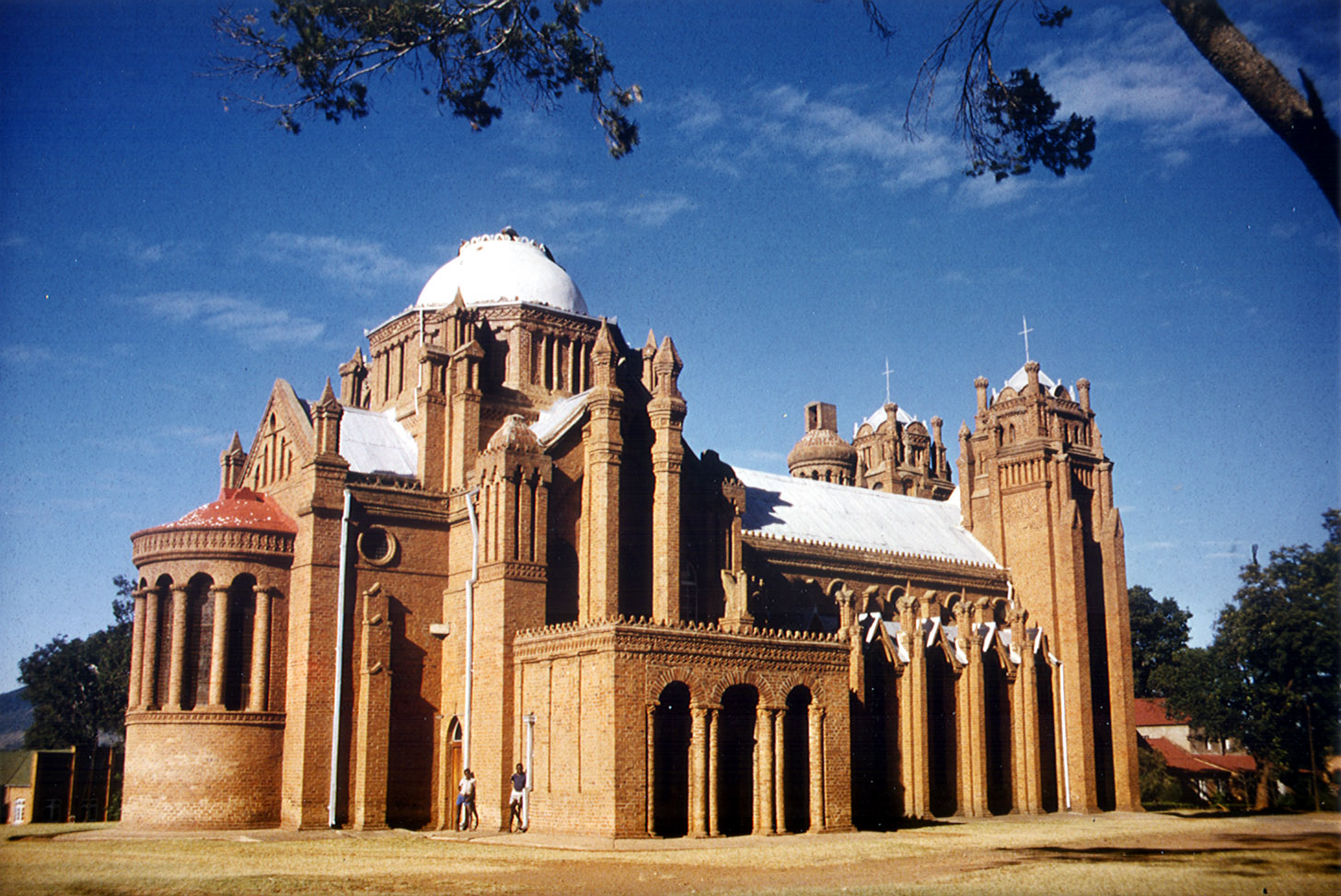
Szent Mihály katedrális

## Fordítás
- Ez a szócikk részben vagy egészben  a   Blantyre című angol Wikipédia-szócikk fordításán alapul.  Az eredeti cikk szerkesztőit annak laptörténete sorolja fel. Ez a jelzés csupán a megfogalmazás eredetét és a szerzői jogokat jelzi, nem szolgál a cikkben szereplő információk forrásmegjelöléseként.
- Ez a szócikk részben vagy egészben  a   Blantyre (Malawi) című német Wikipédia-szócikk fordításán alapul.  Az eredeti cikk szerkesztőit annak laptörténete sorolja fel. Ez a jelzés csupán a megfogalmazás eredetét és a szerzői jogokat jelzi, nem szolgál a cikkben szereplő információk forrásmegjelöléseként.